# Alfonso Medellín Zenil
Alfonso Medellín Zenil (1925-1986) fue un arqueólogo mexicano. Fue un investigador fundador del INAH y del Museo de Antropología. Fue de igual forma maestro de varias generaciones en la Universidad Veracruzana. Medellín logró establecer una secuencia cronológica para la Cultura totonaca. Realizó trabajo de campo en la Isla de Sacrificios, en la cual encontró vestigios totonacas. 

## Biografía
La casa materna rodeada por jacales de gente de habla autóctona le permitió el aprendizaje de la lengua náhuatl, auxiliar valioso en su futura profesión. Con primos y niños nahuas gozó los primeros juegos en su solar y luego fue a Chicontepec, "el balcón de la Huasteca", para cursar la instrucción primaria. Después residió en la Ciudad de México y luego pasó a la capital veracruzana.
Fuimos condiscípulos en la Escuela Normal Veracruzana, donde se graduó en 1945. En ella amistó con José Luis Melgarejo Vivanco, maestro en la cátedra de Oratoria y Declamación.
En 1943, el recinto del Colegio Preparatorio acogió un Congreso Nacional de Historia en el cual participó el maestro Melgarejo con el libro Totonacapan, prologado por el arqueólogo Enrique Juan Palacios, quien habiendo negado la cultura totonaca, la reconoció, dando prueba de su honradez científica al calificar dicha obra como "uno de los trofeos más bellos y brillantes" del Congreso de Historia. Texto de 250 páginas sustentado en amplísima bibliografía y apéndice de setenta láminas en blanco y negro, y color. Edición singular de los Talleres Gráficos del Gobierno del Estado. Proeza intelectual lograda por el normalista a los 28 años de edad.
Estudió la zona de Quiahuiztlán, donde se encontraron tumbas en 1941; la investigación en El Viejón, en él se encontraron vestigios pertenecientes al Preclásico tardío, así como las incursiones en Villa Rica, donde desmontaron el sitio en donde se encuentra la fortaleza edificada por el ejército de Hernán Cortés.